# 이정수 (쇼트트랙 선수)
이정수(李政洙, 1989년 11월 30일~)는 대한민국의 쇼트트랙 선수이다. 2010년 동계 올림픽에서 금메달 2개, 은메달 1개를 획득했다.

## 생애
광문고등학교 재학 중 대한민국 국가대표로 뽑혔다. 고등학교 3학년 때인 2008년 주니어 세계 선수권 대회에 참가, 500m에서 금메달, 종합 2위에 올라 두각을 보이며 성인 무대에서도 실력을 보이기 시작했고 같은해 단국대학교 사범대학 체육교육과에 입학하였다.
특히 2010년 동계 올림픽을 앞둔 2009-2010 시즌에서 최상의 컨디션을 끌어 올렸다. 대표 선발전에서 2위, 월드컵 4차 대회에서 1위에 오르는 등 꾸준히 상위권에 들며 1000와 1500m 월드컵 순위 1위에 올랐다. 그리고 마침내 2010년 밴쿠버 동계 올림픽 쇼트트랙 남자 1500m와 1000m에서 2관왕으로 금메달을 목에 걸었다.
2012년, 단국대학교 사범대학 체육교육과를 졸업하였다.
그러나 2014년 동계 올림픽을 앞두고 가진 국가대표팀 선발전에서 탈락했고, 롱 트랙 스피드 스케이팅으로 전향했지만 월드컵 대회 출전권을 따지 못해 올림픽에 나갈 수 없게 됐다. 그 전에는 밴쿠버 대회가 끝난 후 파벌 문제에 휘말려 곽윤기와 함께 6개월 자격 정지 처분을 받기도 했다. 이후 이러한 쇼트트랙 파벌 문제는 조금조금씩 드러나고 있다가 2011년 말 안현수가 러시아로 건너가게 되면서 크게 폭발하고 만다.
2018년 동계 올림픽에서 진선유와 KBS 해설위원을 맡았다.

## 주요 성적
| 날짜            | 종목  | 대회명      | 장소          | 순위 | 기록     |
| --------------- | ----- | ----------- | ------------- | ---- | -------- |
| 2010년 2월 14일 | 1500m | 동계 올림픽 | 캐나다 밴쿠버 | 1위  | 2:17.611 |
| 2010년 2월 21일 | 1000m | 동계 올림픽 | 캐나다 밴쿠버 | 1위  | 1:23.747 |

## 수상
- 2017년 제 8회 삿포로 동계 아시안게임 남자 5000m 계주 은메달
- 2017년 제 8회 삿포로 동계 아시안게임 남자 1000m 3위[6]
- 2017년 제 8회 삿포로 동계 아시안게임 남자 1500m 동메달
- 2016/2017 쇼트트랙 월드컵 4차 대회 남자 1500m 1위
- 2016/2017 쇼트트랙 월드컵 3차 대회 남자 5000m 계주 3위
- 2016/2017 쇼트트랙 월드컵 3차 대회 남자 1500m 1위
- 2016/2017 쇼트트랙 월드컵 2차 대회 남자 1500m(2) 2위
- 2016/2017 쇼트트랙 월드컵 1차 대회 남자 5000m 계주 3위
- 2016년 2015-2016 쇼트트랙 월드컵 6차 대회 남자 1500m 3위
- 2014/2015 쇼트트랙 월드컵 4차 대회 남자 3000m 1위
- 2014/2015 쇼트트랙 월드컵 1차 대회 남자 1500m 3위
- 2012 세계 쇼트트랙 선수권 대회 남자 5000m 계주 3위
- 2011/2012 쇼트트랙 월드컵 6차 대회 남자 5000m 계주 3위
- 2011/2012 쇼트트랙 월드컵 5차 대회 남자 5000m 계주 2위
- 2011/2012 쇼트트랙 월드컵 5차 대회 남자 1500m 1위
- 2011/2012 쇼트트랙 월드컵 1차 대회 남자 1500m 3위
- 2011 제92회 전국동계체전 남자대학부 3000m 계주 1위
- 2011 제92회 전국동계체전 남자대학부 500m 1위
- 2011 제92회 전국동계체전 남자대학부 1500m 1위
- 2010 제21회 밴쿠버 동계올림픽 쇼트트랙 남자 5000m 계주 은메달
- 2010 제21회 밴쿠버 동계올림픽 쇼트트랙 남자 1000m 금메달(올림픽 신기록)
- 2010 제21회 밴쿠버 동계올림픽 쇼트트랙 남자 1500m 금메달
- 2009년 쇼트트랙 세계 팀 선수권 대회 남자팀 종합 1위
- 2009년 쇼트트랙 월드컵 6차 대회 5000m 계주 2위
- 2009년 쇼트트랙 월드컵 5차 대회 남자 1000m 2위
- 2009년 쇼트트랙 월드컵 5차 대회 1000m 3위
- 2009년 쇼트트랙 월드컵 4차 대회 남자 1500m 1위
- 2009년 쇼트트랙 월드컵 4차 대회 5000m 계주 2위
- 2009년 쇼트트랙 월드컵 3차 대회 5000m 계주 1위
- 2009년 쇼트트랙 월드컵 3차 대회 1000m 2위
- 2009년 제24회 전국남녀 종합 쇼트트랙 3000m 1위
- 2009년 제24회 전국남녀 종합 쇼트트랙 개인종합 2위
- 2009년 제24회 전국남녀 종합 쇼트트랙 남자 1000m 1위
- 2008년 쇼트트랙 월드컵 2차 대회 남자 1500m 1위
- 2008년 쇼트트랙 월드컵 2차 대회 1000m 1위
- 2008년 쇼트트랙 월드컵 1차 대회 남자 1000m 3위
- 2008년 쇼트트랙 월드컵 1차 대회 15000m 계주 1위
- 2008년 쇼트트랙 월드컵 1차 대회 5000m 계주 1위
- 2008년 제89회 전국 동계체전 남자 고등부 3000m 계주 1위
- 2008년 제89회 전국 동계체전 남자 고등부 500m 2위
- 2008년 제89회 전국 동계체전 남자 고등부 3000m 1위
- 2008년 ISU 세계 주니어 쇼트트랙 선수권 대회 500m 1위
- 2008년 제23회 전국 남녀 종합 쇼트트랙 선수권 대회 3000m 2위
- 2008년 제23회 전국 남녀 종합 쇼트트랙 선수권 대회 남자 500m 3위
- 2007년 세계 주니어쇼트트랙선수권 대회 2000m 계주 금메달
- 2007년 세계 주니어쇼트트랙선수권 대회 남자 1500m 1위
- 2007년 전국 남녀 쇼트트랙 주니어 선수권 남자 1500m 1위
- 2007년 전국 남녀 쇼트트랙 주니어 선수권 남자 1000m 1위
- 2006년 전국 남녀 쇼트트랙 주니어 선수권 남자 1500m 1위
- 2006년 전국 남녀 쇼트트랙 주니어 선수권 남자 3000m 2위
- 2006년 세계 주니어 쇼트트랙 선수권 대회 남자 1500m 슈퍼파이널 1위
- 2006년 세계 주니어 쇼트트랙 선수권 대회 남자 1500m 2위
- 2006년 세계 주니어 쇼트트랙 선수권 대회 남자 1000m 2위
- 2005년 전국 남녀 쇼트트랙 주니어 선수권 남자 1500m 1위

## 경력
- 고양시청
- 2010년 제21회 밴쿠버 동계올림픽 쇼트트랙 국가대표
- 2006년~2008년 : 주니어 쇼트트랙 국가대표
- 2017년: 제8회 삿포로 동계 아시안게임 대한민국 남자 쇼트트랙 국가대표
- 2018년~: 강릉 스포츠토토 빙상단
- 2018년: 제23회 평창 동계 올림픽 KBS 쇼트트랙 해설위원

## 학력
- 선곡초등학교
- 석관중학교
- 광문중학교
- 단국대학교 사범대학 체육교육과 학사

## 에피소드
2010년 동계 올림픽 쇼트트랙 국가대표 이은별 선수가 2010년 5월 31일 새벽 자신의 미니홈피에 김연아, 이정수 등과 함께 한강에서 즐거운 시간을 보낸 일상 사진들을 공개해 네티즌들의 관심을 모았다.
이정수는 2012년 2월 4일 오후(한국시간) 러시아 모스크바에서 열린 2011~2012 국제빙상경기연맹(ISU) 쇼트트랙 남자 1500m 결승에서 한 바퀴를 따라잡는 작전으로 상대 허를 찌르며 2분 18초 26의 기록으로 우승을 하여 그 동안의 부진을 씻었다.

## 같이 보기
- 2010년 동계 올림픽 대한민국 선수단
- 2010년 동계 올림픽 메달리스트